# SS-Sturmbannführer
SS-Sturmbannführer (dobesedno SS-Jurišni bataljonski vodja; hierarhično prevedeno major; okrajšava Stubaf.) je bil najnižji častniški čin v skupini višjih častnikov v paravojaški organizaciji Schutzstaffel (v obdobju 1939-45) in z njo povezanimi službami oz. organizacijami (Gestapo, Sicherheitsdienst (SD), Allgemeine-SS (A-SS), Waffen-SS (W-SS),...).
Ustrezal je činu majorja (Major) v Wehrmachtu. Nadrejen je činu SS-Hauptsturmführerja ter podrejen činu SS-Obersturmbannführerja.

## Oznake
Oznaka čina SS-Sturmbannführerja je bila na voljo v treh oblikah:
- naramenska epoleta: prepletena epoleta (aluminijasta vrvica na črni podlagi) brez kakrnekoli oznake (epoleta je bila obrobljena z barvasto vrvico, pri čemer se je barva razlikovala glede na rod oz. službo);
- ovratna oznaka: štiri zvezde, medtem ko sta bila na desnem ovratnem našitku dve Sig runi in
- oznaka za kamuflažno uniformo: en trak, nad katerima sta dva para dveh hrastovih listov in dveh žirov (zelena oznaka na črni podlagi je bila pritrjena na nadlaht levega rokava).

Galerija
- Naramenska oznaka
- Ovratni oznaki
- Kamuflažna oznaka